# Inhinita
Inhinita est une localité et une commune rurale du Mali chef-lieu d'arrondissement, dans le cercle de Tidermène et la région de Ménaka. La commune a pour chef-lieu la localité de Tinfissawatan.

## Géographie
La localité de Inhinita est située au nord-ouest du chef-lieu de cercle Ménaka.

## Histoire
La commune est créée en 2018.

## Villages et fractions
La commune est composée de 12 localités, dont 7 villages :
- Tinfissawatan
- Inhinita
- Edeyni
- Garangabo
- Tinwazak
- Inwelane
- Aloumazak

et 5 fractions :
- Ichirifène
- Imakalkalane
- Karssassoutane
- Tinawanine
- Kel Egueris Tinfissawatan